# Herzogliches Georgianum

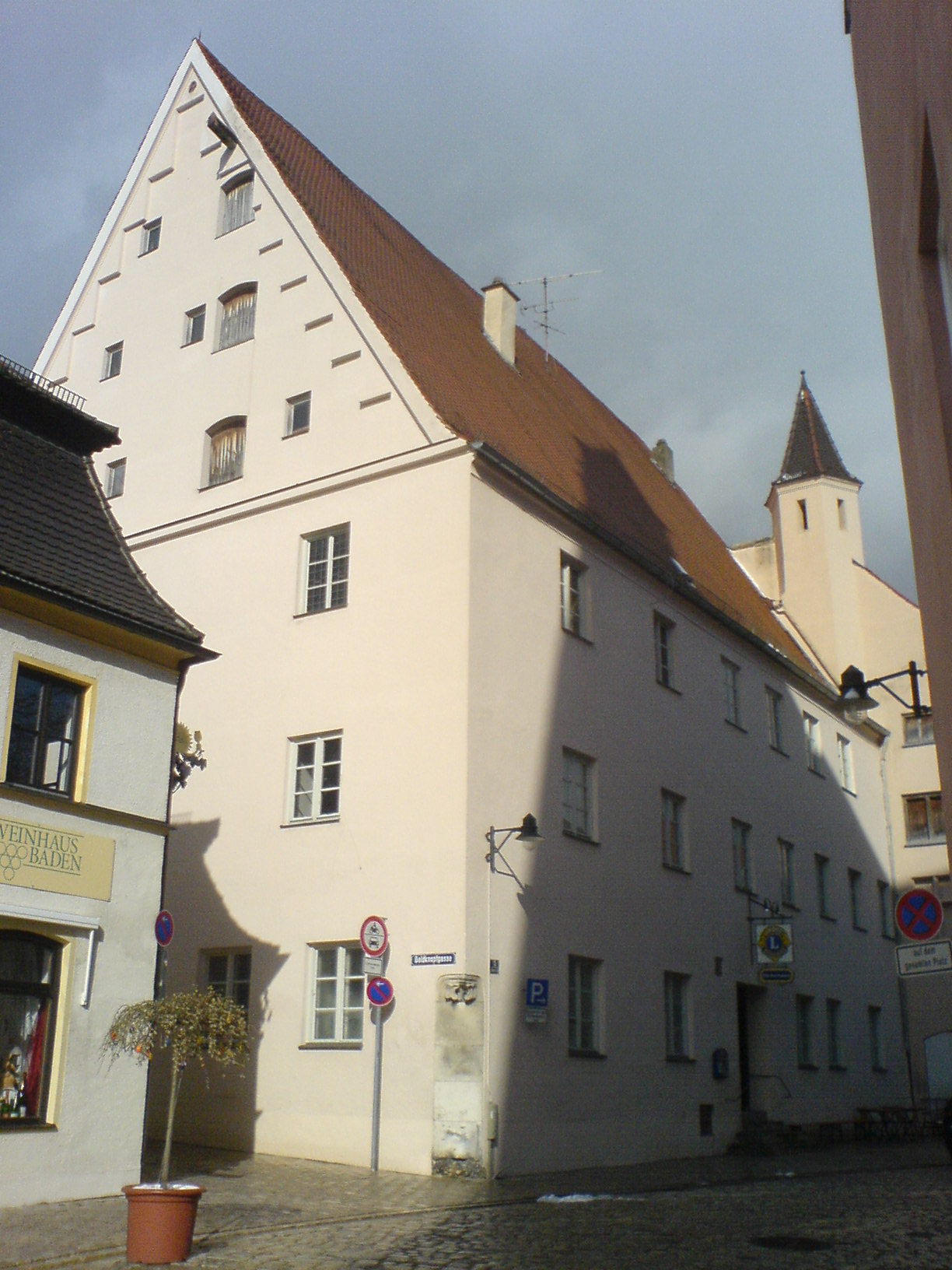
Das einstige Georgianum in Ingolstadt

Das Herzogliche Georgianum ist ein römisch-katholisches Priesterseminar mit Sitz in München.

## Überblick
Das Herzogliche Georgianum ist – nach dem römischen Almo Collegio Capranica – das zweitälteste katholische Priesterseminar weltweit. Sein Gebäude liegt an der Ludwigstraße gegenüber dem Hauptgebäude der Ludwig-Maximilians-Universität und wurde wie dieses vom Hofarchitekten Friedrich von Gärtner entworfen.
Das Priesterseminar wurde 1494 von Herzog Georg dem Reichen in Ingolstadt als Herzog Georgien Collegium gegründet; das dortige Gebäude trägt den Namen Georgianum noch heute. Im Laufe der Zeit wurde es als Collegium Georgianum bekannt. Im Mai 1800 wurde das Seminar zusammen mit der Universität zunächst nach Landshut und am 3. Oktober 1826 nach München verlegt. Im heutigen Gebäude, das in den Jahren von 1835 bis 1840 nach Plänen von Friedrich von Gärtner entstand, befindet sich auch eine Sammlung sakraler Kunst des 11. bis 19. Jahrhunderts, darunter Passionstafeln, Monstranzen, Krippen, liturgisches Gerät und Messgewänder.
Im Herzoglichen Georgianum leben heute Priesterseminaristen aus verschiedenen deutschen Diözesen und weiteren Diözesen in der ganzen Welt. Neben seiner Hauptbestimmung als Priesterseminar dient das Georgianum heute als Priesterkolleg für studierende Priester. Seit einigen Jahren wohnen auch einige Studenten anderer Fachrichtungen im Haus.
Leiter des Hauses in der Zeit des Wiederaufbaus nach dem Zweiten Weltkrieg war Joseph Pascher; ihm folgten Walter Dürig, Reiner Kaczynski und Winfried Haunerland. Seit 2022 ist Stefan Kopp, der aus der Diözese Gurk stammt, Direktor des Herzoglichen Georgianums. Alle genannten Direktoren waren bzw. sind zugleich Inhaber des Lehrstuhls für Liturgiewissenschaft an der Ludwig-Maximilians-Universität München.

## Bekannte Absolventen
- Benedikt XVI. (Papst, studierte von 1949 bis 1951 am Georgianum)
- Benedikt Braunmüller
- Michael Buchberger
- Balthasar von Daller
- Martin Deutinger
- Richard Egenter
- Hans-Peter Fischer
- Jakob Frohschammer
- Daniel Bonifaz von Haneberg
- Franz Jung
- Sebastian Kneipp
- Franz Xaver Krautbauer
- Hans Leitner
- Maximilian von Lingg
- Klaus Metzl
- Claude Ozankom
- Georg Ratzinger
- Richard Schenk
- Michael Schmaus
- Max von Stadlbaur
- Arnold Stadler
- Anton von Steichele
- Johann Baptist Tafrathshofer
- Alois Wagner
- Anton Westermayer